# Leave a Light
A Leave a Light az Eruption diszkócsapat 2. nagylemeze, mely 1979-ben jelent meg a Hansa kiadónál. A dal producerei ezúttal is Frank Farian, és Rainer M. Ehrhardt voltak. Az albumról 3 dalt másoltak ki kislemezre. Érdekesség, hogy az Up and Away című dal önmagában csak 1982-ben jelent meg.

## Tracklista
LP Album
 Németország (Hansa 200 213)
1. "Leave a Light" (I’ll Keep a Light In My Window) - 6:37
2. "Sweet Side" - 3:23
3. "Up and Away" - 3:15
4. "Left Me In The Rain" - 3:54
5. "Valley Of The Dolls" - 4:36
6. "One Way Ticket" - 3:18
7. "Hey There Lonely Girl" - 3:20
8. "No Good Searchin'" - 4:15
9. "Fire Is Gone" - 4:02

## Slágerlista
| Slágerlista 1979 | Legmagasabb helyezés |
| ---------------- | -------------------- |
| Norvégia         | 19                   |

## Külső hivatkozások
- Megjelenések a Discogs oldalán[3]